# Josh Peck
Joshua Michael Peck (* 10. listopadu 1986 New York City) je americký herec a youtuber. Jeho nejznámější role je Josh Nichols v televizním seriálu Drake & Josh, za což byl nominován na cenu Nickelodeon Kids' Choice Award 2008.

## Filmografie

### Film
| Rok           | Název                          | Role               | Poznámka |
| ------------- | ------------------------------ | ------------------ | -------- |
| 2000          | The Newcomers                  | Slim               |          |
| 2000          | Sněhová kalamita               | Wayne Alworth      |          |
| 2001          | Velké průšvihy Maxe Kyblíka    | Robert "Robe"      |          |
| 2002          | Šňup                           | Fat Boy            |          |
| 2004          | Zátoka ticha                   | George Tooney      |          |
| 2005          | Spoušť                         | Josh Rubin         |          |
| 2006          | Special                        | Joey               |          |
| 2006          | Doba ledová 2: Obleva          | Eddie (hlas)       |          |
| 2008          | Bláznovství                    | Luke Shapiro       |          |
| Tvrďák Taylor | Ronnie                         |                    |          |
| 2009          | Wild About Harry               | Spoke White        |          |
| 2009          | What Goes Up                   | Jim Lement         |          |
| 2009          | Doba ledová 3: Úsvit dinosaurů | Eddie (hlas)       |          |
| 2012          | ATM                            | Corey Thompson     |          |
| 2012          | Doba ledová 4: Země v pohybu   | Eddie (hlas)       |          |
| 2012          | Rudý úsvit: Nová krev          | Matt Eckert        |          |
| 2013          | Bitva roku: Tým snů            | Franklyn           |          |
| 2015          | Druhá míza                     | Nicky Ernst        |          |
| 2015          | The Timber                     | Samuel             |          |
| 2016          | Doba ledová: Mamutí drcnutí    | Eddie (hlas)       |          |
| 2016          | Chronicky metropolitní         | John               |          |
| 2017          | Take the 10                    | Chris              |          |
| 2017          | Triky s trpaslíky              | Liam (hlas)        |          |
| 2018          | Locating Silver Lake           | Daniel             |          |
| 2021          | Doors                          | Vince              |          |
| 2022          | 13: Muzikál                    | Rabbi Shapiro      |          |
| 2023          | Oppenheimer                    | Kenneth Bainbridge |          |

### Televize
| Rok       | Název                               | Role                                | Poznámky                                                       |
| --------- | ----------------------------------- | ----------------------------------- | -------------------------------------------------------------- |
| 2000      | All That                            | Sam sebe                            | díl: "The cast from Snow Day/Hoku"                             |
| 2000      | Double Dare 2000                    | Sam sebe                            | díl: "Snow Day vs. The Amanda Show"                            |
| 2000–2002 | The Amanda Show                     | Různé postavy                       |                                                                |
| 2001      | Pohotovost                          | Nick Stevens                        | díl: "Thy Will Be Done"                                        |
| 2001      | Griffinovi                          | Charlie (hlas)                      | díl: "The Kiss Seen Around the World"                          |
| 2001      | Samurai Jack                        | (hlas)                              | díl: "Aku's Fairy Tales"                                       |
| 2002      | Whatever Happened to Robot Jones?   | Lenny (hlas)                        | 5 díly                                                         |
| 2002      | MADtv                               | Jeffrey Lugz                        | 1 díl                                                          |
| 2002      | Fillmore!                           | Randall Julian (hlas)               | díl: "To Mar a Stall"                                          |
| 2003–2004 | The Guardian                        | Chris Rapp                          | 2 díly                                                         |
| 2004–2007 | Drake & Josh                        | Josh Nichols                        | hlavní role                                                    |
| 2005      | All That                            | Sam sebe                            | díl: "Nickelodeon's All That 10th Anniversary Reunion Special" |
| 2006      | Codename: Kids Next Door            | Numbuh 50 Million B.C. (hlas)       | díl: "Operation: C.A.K.E.D.-F.I.V.E."                          |
| 2006      | Co nového, Scooby-Doo?              | Damian / Kid / Zombie Kid #2 (hlas) | díl: "E-Scream"                                                |
| 2006      | Drake & Josh Go Hollywood           | Josh Nichols                        | televizní film                                                 |
| 2008      | Merry Christmas, Drake & Josh       | Josh Nichols                        | televizní film                                                 |
| 2009      | iCarly                              | Jimmy                               | díl: "iReunite with Missy"                                     |
| 2011      | V jako Victoria                     | Josh Nichols                        | díl: "Who Did It to Trina?"                                    |
| 2011      | Doba ledová: Velikonoční překvapení | Eddie (hlas)                        | televizní film                                                 |
| 2013–2017 | Želvy Ninja                         | Casey Jones (hlas)                  |                                                                |
| 2013–2014 | The Mindy Project                   | Ray Ron                             | 3 díly                                                         |
| 2014      | Teorie velkého třesku               | Jesse                               | díl: "The Occupation Recalibration"                            |
| 2014      | The Rebels                          | Danny Norwood                       | díl: "Pilot"                                                   |
| 2015–2016 | Grandfathered                       | Gerald                              | hlavní role                                                    |
| 2015      | Teen Choice Awards                  | Sam sebe                            |                                                                |
| 2016      | Vysněná meta                        | Ross                                | 2 díly                                                         |
| 2016      | Lip Sync Battle                     | Sam sebe                            | díl: "Josh Peck vs. Christina Milian"                          |
| 2018–2020 | Fuller House                        | Ben                                 | 2 díly                                                         |
| 2018      | Best.Worst.Weekend.Ever.            | Sam sebe                            | cameo                                                          |